# Aleksandras Abišala
Aleksandras Abišala (28 de desembre de 1955, Inta, República Socialista Federativa Soviètica de Rússia) és un polític lituà, ex Primer Ministre de Lituània.
Des de 2007, Abišala dirigeix la seva pròpia empresa de consultoria de negocis anomenada "A. Abišala ir partneriai". Durant la seva etapa al govern, formava part del partit Sąjūdis.